# Kasprowo
Kasprowo – osada w Polsce położona w województwie kujawsko-pomorskim, w powiecie bydgoskim, w gminie Sicienko. W Kasprowie funkcjonowała kiedyś kolej wąskotorowa. 
W latach 1975–1998 miejscowość administracyjnie należała do województwa bydgoskiego.